# تشارلز توماس جاكسون
تشارلز توماس جاكسون (بالإنجليزية:Charles Thomas Jackson) (مواليد 21 يونيو 1805 - وفيات 28 أغسطس 1880) طبيب وعالم أمريكي وكان ناشط في الطب والكيمياء وعلم المعادن والجيولوجيا .

## روابط خارجية
- تشارلز توماس جاكسون على موقع الموسوعة البريطانية (الإنجليزية)

- Woodworth J. B. (1897). "Charles Thomas Jackson". The American Geologist. ج. 20: 69–110. مؤرشف من الأصل في 2020-04-12.- Contains an extensive bibliography of Jackson's writings